# アベル・フェラーラ
アベル・フェラーラ（Abel Ferrara、1951年7月19日 - ） は、アメリカ合衆国の映画監督、脚本家である。

## 経歴
1951年7月19日、ニューヨーク州ニューヨーク市ブロンクス区に生まれる。イタリア人の父親とアイルランド人の母親を両親に持つ。
1976年、『エレクトガール』で長編映画監督デビュー。1979年に『ドリラー・キラー』、1981年に『天使の復讐』を監督した。
1990年、クリストファー・ウォーケン主演の『キング・オブ・ニューヨーク』を監督する。1992年、ハーヴェイ・カイテル主演の『バッド・ルーテナント/刑事とドラッグとキリスト』を監督する。
2005年に『マリー ～もうひとりのマリア～』、2011年に『4:44 地球最期の日』を監督した。

## フィルモグラフィー

### 長編映画
- エレクトガール 9 Lives of a Wet Pussy （1976年） - 監督
- ドリラー・キラー The Driller Killer （1979年） - 監督・出演
- 天使の復讐 Ms. 45 （1981年） - 監督
- 処刑都市 Fear City （1984年） - 監督
- チャイナ・ガール China Girl （1987年） - 監督
- キャット・チェイサー Cat Chaser （1989年） - 監督
- キング・オブ・ニューヨーク King of New York （1990年） - 監督
- バッド・ルーテナント/刑事とドラッグとキリスト Bad Lieutenant （1992年） - 監督・脚本
- ボディ・スナッチャーズ Body Snatchers （1993年） - 監督
- スネーク・アイズ Dangerous Game （1993年） - 監督
- アディクション The Addiction （1995年） - 監督
- フューネラル The Funeral （1996年） - 監督
- ブラックアウト The Blackout （1997年） - 監督・脚本
- ニューローズ ホテル New Rose Hotel （1998年） - 監督・脚本
- クライム･クリスマス ～ニューヨークの白い粉～  'R Xmas （2001年） - 監督・脚本
- マリー ～もうひとりのマリア～ Mary （2005年） - 監督・脚本
- Go Go Tales （2007年） - 監督・脚本
- Chelsea on the Rocks （2008年） - 監督・脚本
- Napoli, Napoli, Napoli （2009年） - 監督・脚本
- Mulberry St. （2010年） - 監督
- 4:44 地球最期の日 4:44 Last Day on Earth （2011年） - 監督・脚本
- ハニートラップ 大統領になり損ねた男 Welcome to New York （2014年） - 監督・脚本
- Pasolini （2014年） - 監督
- Don Peyote （2014年） - 出演
- Sculpt （2016年） - 出演

### テレビ映画
- グラディエーター/怒りの爆走 The Gladiator （1986年） - 監督
- The Loner （1988年） - 監督

### テレビドラマ
- 特捜刑事マイアミ・バイス Miami Vice (1985年)
- クライム・ストーリー Crime Story （1986年） - 監督

## 受賞
- 2011年 - 第64回ロカルノ国際映画祭 - 名誉豹賞[8]